# Marco Josic
Marco Josic (* 20. März 2002) ist ein österreichischer Fußballspieler.

## Karriere
Josic begann seine Karriere beim FK Austria Wien. Im März 2014 wechselte er zum Floridsdorfer AC. Im März 2015 schloss er sich dem First Vienna FC an. Im Jänner 2017 kehrte er zum FAC zurück. In der Winterpause der Saison 2018/19 rückte er in den Kader der fünftklassigen Amateure der Wiener. Bis zum Ende jener Spielzeit absolvierte er neun Partien in der 2. Landesliga. In der Saison 2019/20 kam er bis zum Saisonabbruch zu zehn Einsätzen.
Im März 2021 stand Josic gegen die Kapfenberger SV erstmals im Kader der Profis. Sein Debüt für diese in der 2. Liga gab er schließlich im Mai 2021, als er am 28. Spieltag der Saison 2020/21 gegen den SKU Amstetten in der 83. Minute für Michael Drozd eingewechselt wurde. Insgesamt kam er für die Floridsdorfer zu sieben Zweitligaeinsätzen.
Zur Saison 2022/23 wechselte er zum viertklassigen SV Dinamo Helfort.